# Castelrosso (fromage)
Pour les articles homonymes, voir Castelrosso.
Le Castelrosso, également appelé Toma Brusca, est un fromage traditionnel italien au lait de vache pasteurisé. Rare, dur et friable, à trous clairsemés, il provient de la région du Piémont au nord-ouest de l'Italie. Il ressemble au Castelmagno. Sa croûte grise naturelle et épaisse est recouverte de moisissure jaune paille plus ou moins intense et d'une pellicule blanche, poudreuse et sèche. Sa saveur est douce avec un goût de foin assez prononcé ; une longueur délicate semblable à celle des cheddars anglais persiste en bouche. Il s'accommode agréablement avec la polenta et le vin rouge, ainsi qu'avec les condiments italiens tels que la mostarda au raisin et les miels de châtaignier. 
Le lait avec lequel est produit ce fromage est légèrement acidulé avant la fabrication. Cette particularité, d'où il tire son nom, lui donne ce goût particulier. Élaboré avec du lait écrémé, il convient particulièrement bien pour un long vieillissement. Il évolue en devenant plus dur et plus sec, tout en conservant sa friabilité. Il est affiné au moins 90 jours en cave, sur des étagères de sapin blanc. 